# Сив блатар
Сивият блатар (Circus cinereus) е вид птица от семейство Ястребови (Accipitridae).

## Разпространение
Видът е разпространен в Аржентина, Боливия, Бразилия, Еквадор, Колумбия, Парагвай, Перу, Уругвай, Фолкландски острови и Чили.